# 鍋島直彬
鍋島直彬（日语：／ Nabeshima Naoyoshi，1844年1月30日—1915年6月13日）是日本江戶時代後期和明治時代、大正時代的一位政治人物。他是肥前國鹿島藩的最後一位藩主，也是沖繩縣設置後的第一位縣令。
鍋島直彬是鹿島藩第8代藩主鍋島直永的第三子，幼名熊次郎。而當時的鹿島藩是佐賀藩的一個支藩。後來直彬被過繼給了第10代藩主直賢。嘉永元年（1848年）9月14日，在主君佐賀藩藩主鍋島直正的脅迫下，鍋島直賢被迫隱居，將藩主之位讓給了直彬。
嘉永6年（1853年），俄羅斯人普提雅廷乘船來到長崎，同江戶幕府就開國問題進行談判。鍋島直彬奉命負責警備事務。此外他將藩校德讓館改名弘文館，對文武進行獎勵。萬延元年（1860年）12月敘從五位下備前守的官位。
在幕末時期，鍋島直彬支持尊皇攘夷，與佐賀藩行動一致，奉佐賀藩藩主鍋島直正的命令同朝廷方面進行交涉。文久3年（1863年）遷任備中守。慶應2年（1866年），直彬對被幕府處分的副島種臣給予了庇護。在1868年的戊辰戰爭中，直彬對明治新政府持恭順的態度。1869年版籍奉還後擔任鹿島藩知事，1871年7月廢藩置縣後被免職，遷居東京。
1872年8月奉命前往美國考察；次年擔任侍從一職，成為明治天皇的親信。在1877年西南戰爭之際曾隨天皇前往京都。1878年擔任宮內御用掛、文學御用掛。
1879年4月，日本在琉球藩舊地設置沖繩縣，鍋島直彬擔任第一任縣令。在沖繩縣令任上，鍋島直彬讓佐賀縣（當時屬長崎縣）出身的30餘名親信分據要職。同時提出「舊慣溫存」的施政方針，沿襲了琉球國土地、租稅、地方制度等等舊制，將施政重點放在了勸學、勸業等等方面。另一方面，鍋島直彬支持並獎勵發展製糖業，這與琉球國時代的王室特權是矛盾的，因此引起了琉球人與鹿島籍糖商的對立，以及琉球士族的反抗。1881年，鍋島直彬被迫辭職回到東京。同年成為元老院議官，敘正四位。
1884年華族令頒佈後敘子爵。1888年任帝室制度調查委員，敘從三位。1890年參加第一回帝國議會選舉，當選貴族院議員，此後獲得了四次連任。再此期間，他為他的故鄉鹿島市醫院、學校的建設做出了很大貢獻。
由於這些功績的緣故，鍋島直彬在明治天皇逝世後仍受到重用，1915年被大正天皇敘了正二位官位。同年6月13日逝世。戒名靜觀院萬物自得大居士，葬於佐賀縣鹿島市古枝町久保山的普明寺。

## 外部連結
- （日語） 国立国会圖書館 憲政資料室 鍋島直彬關係文書（ＭＦ：琉球大学藏）

| 鍋島直彬            |                                         |                   |
| 官衔                |                                         |                   |
| 前任： 鍋島直賢     | 鹿島藩第13代藩主 1848年–1871年          | 無 原因：廢藩置縣 |
| 無 原因：沖繩縣設立 | 沖繩縣令 1879年–1881年                  | 繼任： 上杉茂憲   |
| 貴族爵位和頭銜      |                                         |                   |
| 無 原因：新設立     | 鹿島鍋島家子爵 （第一代） 1884年–1915年 | 繼任者： 鍋島直繩 |